# (269742) Kroónorbert
(269742) Kroónorbert est un astéroïde de la ceinture principale.

## Description
(269742) Kroónorbert est un astéroïde de la ceinture principale. Il fut découvert le 23 octobre 1998 à Piszkéstető par Krisztián Sárneczky et László L. Kiss. Il présente une orbite caractérisée par un demi-grand axe de 2,32 UA, une excentricité de 0,18 et une inclinaison de 4,6° par rapport à l'écliptique.

## Compléments